# Сидоровская (Виноградовский район)
Сидоровская — деревня в Виноградовском районе Архангельской области России. Входит в состав Виноградовского муниципального округа. До 2021 года входила в состав Осиновского сельского поселения.

## География
Расположена на правом берегу реки Северная Двина, выше устья рек Вареньга и Конецгорский Полой. На участке 337,5 — 338,8 км (выше устья Вареньги), для защиты правого берега Северной Двины от прижимного течения, была построена дамба. Является частью села Конецгорье. Через Сидоровскую проходит автодорога Усть-Ваеньга — Осиново — Шиленьга — Корбала — Ростовское — Конецгорье — Сидоровская — Рочегда — Кургомень — Топса — Сергеевская — Сельменьга — Гридинская (Борок) — Фалюки.

## Население
| 2002 | 2010 | 2012 |
| ---- | ---- | ---- |
| 31   | ↘15  | ↘14  |

Численность населения деревни, по данным Всероссийской переписи населения 2010 года, составляет 15 человек. На 1.01.2010 числилось 20 человек. В 2009 году в деревне проживал 21 человек, в том числе 12 пенсионеров.

## История
В 1924 году Сидоровская была центром Ростовской волости Шенкурского уезда Архангельской губернии. По постановлению ВЦИК от 4 октября 1926 года об укрупнении волостей, Ростовская волость была упразднена, а деревня Сидоровская вошла в состав Кургоминской волости. В 1929 году, после ликвидации губернско-уездно-волостного административного деления, Сидоровшина вошла в состав Конецгорского сельсовета Березницкого района Архангельского округа Северного края.
С 2004 года по 2021 год — в Осиновском сельском поселении, хотя, первоначально планировалось включить деревню в состав гораздо более меньшего Конецгорского сельского поселения.

### Карты
- Топографическая карта P-38-39,40. (Лист Рочегда)
- Сидоровская на Wikimapia
- Сидоровская. Публичная кадастровая карта. Архивировано из оригинала 7 марта 2016 года.